# الحزب الإسلامي العراقي
الحزب الإسلامي العراقي هو أكبر حزب سياسي إسلامي سني في العراق والعضو الأبرز في الائتلاف السياسي لجبهة التوافق العراقية. كان جزءاً من حكومة رئيس الوزراء نوري المالكي وجزء من حكومة حيدر العبادي الحالية منذ عام 2014. خلف أسامة توفيق التكريتي نائب رئيس الجمهورية طارق الهاشمي كأمين عام للحزب 24 مايو 2009، وخلفه إياد السامرائي في تموز 2011.
تطور الحزب الإسلامي العراقي من حركة الإخوان المسلمين، وتم حظره منذ عام 1961 أثناء الحكم القومي العراقي، وهو الأمر الذي استمر طوال فترة حكم حزب البعث العربي حتى غزو العراق في عام 2003. وعلى غرار جماعة الإخوان المسلمين، فإن إيديولوجية الحزب الإسلامي العراقي الدينية وليس العرقية والسياسية جعلته غير متوافق بشكل منهجي مع الحكومات العراقية من عام 1961 إلى عام 2003.
خلال السبعينيات، بدأ الحزب الإسلامي العراقي العمل في المنفى في بريطانيا العظمى وأصدر صحيفة تسمى دار السلام. تم انتخاب إياد السامرائي لمنصب الأمين العام.

## رؤساء الحزب
- تولى الدكتور نعمان عبد الرزاق السامرائي رئاسة الحزب عند تأسيسه لأول مرة عام 1960.
- وفي عام 1991 تولى إياد السامرائي رئاسة الحزب عند إعادة تاسيس الحزب في لندن في المهجر.
- وبعد عام 2003 شغل الدكتور محسن عبد الحميد منصب الأمين عام الحزب مع عضويته في مجلس الحكم في العراق
- وفي يوليو 2004 تولى طارق الهاشمي رئاسة الحزب الإسلامي إلى عام 2009
- وفي حزيران 2009 تولى أسامة التكريتي رئاسة الحزب.
- وفي عام 2011 تولى إياد السامرائي رئاسة الحزب خلفا ل أسامة التكريتي بعد انتخابات داخلية
- وفي عام 2019 انتخب رشيد العزاوي أمينًا عامًا للحزب بينما تولى إياد السامرائي رئاسة شورى الحزب.

## المشاركات السياسية
بعد غزو العراق 2003 والإطاحة بحكومة الرئيس العراقي السابق صدام حسين شارك الحزب في مجلس الحكم في العراق والحكومة العراقية المؤقتة وأنسحب من الحكومة بعد أحداث الفلوجة وقاطع الانتخابات العراقية ولكن حاجم الحسني الذي كان عضوا في الحزب اختار البقاء في الحكومة والأنفصال عن الحزب الإسلامي العراقي.
شارك الحزب في عملية الاقتراع الثالثة في سلسلة الانتخابات العراقية، رغم اعتراض بعض فصائل المقاومة العراقية وتلقى الحزب عدة تهديدات من جماعة التوحيد والجهاد التي كانت بزعامة أبو مصعب الزرقاوي.
وتعرضت قياداته إلى عمليات تصفية من قبل جماعة التوحيد والجهاد ومن أبرز من تم اغتيالهم اياد العزي وحارث العبيدي.

## أدوار التأسيس والعمل
في أثر صدور قانون الأحزاب السياسية في زمن الرئيس عبد الكريم قاسم قام الإخوان المسلمون في العراق بإنشاء حزب سياسي باسم الحزب الإسلامي العراقي برئاسة الدكتور نعمان عبد الرزاق السامرائي كواجهة سياسية لهم وقدم أوراقه إلى وزارة الداخلية آنذاك وتم رفض الطلب المقدم من الهيئة التأسيسية التي بدورها رفعت أوراقها إلى محكمة التمييز العراقية التي قضت بالسماح بتأسيس الحزب الإسلامي العراقي عام 1960م،
وبعد مجئ حزب البعث إلى السلطة عام 1968م، تعرض الإخوان المسلمون في العراق للملاحقة وأعتقل عدد كبير من نشطائهم، وأعدم عدد آخر ومن أبرزهم عبد العزيز البدري ومحمد فرج والغني شندالة.
نشط الإخوان المسلمون في عمل سري في العراق ودعوي وظهرت في التسعينيات بوادر هذه الدعوة من خلال التدين والإقبال على المساجد التي تم بنائها بأعداد كبيرة، وأنتشرت الكتب الإسلامية في المساجد والجامعات وكان للعمل الخيري والأغاثي والاجتماعي دور كبير في مجال الدعوة.
وأعلن في المهجر عن إعادة إحياء الحزب الإسلامي بقيادة إياد السامرائي عام 1991 م.
بعد سقوط نظام الحكم في العراق وإعادة الحياة السياسية العلنية في العراق أعيد تأسيس الحزب الإسلامي بقيادة الأستاذ الدكتور محسن عبد الحميد الذي شارك في مجلس الحكم العراقي.
وللحزب الإسلامي العراقي الآن عدد كبير من المراكز الإسلامية والفروع والشعب منتشرة في جميع أنحاء البلد.

## أهم قيادات الحزب الإسلامي العراقي الحالية
بعض هذه القيادات انفصلت عن الحزب مثل سليم الجبوري ونصير العاني وبهاء النقشبندي وعمار وجيه وحمدي حسون وصهيب الراوي وفيصل العيساوي.
- أياد السامرائي الأمين العام الحالي للحزب: ولد في عام 1946، وانضم إلى جماعة الإخوان المسلمين عام 1962 وهو مهندس خريج كلية الهندسة عام 1970 وعمل في المؤسسات الحكومية العراقية لغاية عام 1980 ترأس الحزب الإسلامي العراقي عند تأسيسه في المهجر عام 1991 وهو رئيس مجلس النواب العراقي السابق وعضو حالي في مجلس النواب.
- الدكتور سليم الجبوري نائب الأمين العام للحزب ولد الدكتور سليم عبد الله أحمد الجبوري في محافظة ديالى قضاء المقدادية بتاريخ 12 آب 1971 وفيها أكمل دراسته الأولية، ثم حصل على شهادة الماجستير في القانون عن رسالته الموسومة: (الشركة الفعلية ـ دراسة مقارنة) وحصل على شهادة الدكتوراه عن أطروحته الموسومة: (حماية معلومات شبكة الإنترنت، دراسة قانونية)، وبعدها عمل تدريسياً في كلية الحقوق في جامعة النهرين وكلية القانون في جامعة ديالى. وعضو لجنة صياغة الدستور ولجنة إعادة النظر بالدستور العراقي. رئيس لجنة حقوق الإنسان في مجلس النواب العراقي
- الدكتور عمار وجيه زين العابدين رئيس مجلس شورى الحزب، وهو طبيب عراقي معروف، وله العديد من الكتابات والمقالات في المجلات والنشرات المحلية والدولية، ويعتبر من تيار الصقور داخل الحزب
- بهاء الدين النقشبندي، ويشغل منصب نائب الامين العام للشؤون الادارية في الحزب، ولد المهندس بهاء النقشبندي عام 1957 في الأعظمية واتمم دراسته الاعدادية والمركزية في مدرسة الاعدادية المركزية عام 1976 بمعدل 92% وأهله ذلك للالتحاق بكلية الهندسة المدنية في جامعة بغداد ثم الحصول على شهادة البكلوريوس بالاداب في اللغة العربية من نفس الجامعة وله العديد من المشاركات البحثية والفكرية في التاريخ العراقي الحديث والفكر السياسي، وله مؤلفين بعنوان (شاهد على عصر مضطرب ومباحث في فقه الأمة)، أرتقى العديد من المناصب في داخل الحزب إلى ان انتخب كنائب للامين العام في انتخابات عام 2010، وله حضور ملفت للنظر في وسائل الاعلام والكتابات الدورية في الجرائد العراقية المحلية والدولية، ولقد ألقى العديد من المحاضرات في السياسة الدولية والعلاقات العامة.
- محمد اقبال عمر الصيدلي عضو المكتب السياسي، وزير التربية العراقي دكتور في علم النفس التربوي من مواليد الموصل عام 1972 وكان والده الشهيد عمر الصيدلاني من أبرز دعاة مدينة الموصل، ولقد اغتاله تنظيم القاعدة بعد غزو العراق بفترة وجيزة، انشق عن الحزب الإسلامي قبيل الانتخابات البرلمانية في عام 2019.
- نصير العاني عضو المكتب السياسي، ورئيس ديوان رئاسة الجمهورية، اعتقله صدام حسين عام 1987 وتعرض للتعذيب ان ذاك.
- رشيد العزاوي عضو المكتب السياسي، وعضو في مجلس النواب العراقي عن محافظة بابل، يعتبر مفاوض الحزب ومنسق علاقات الحزب مع بعض الاطراف الشيعية.
- مطشر السامرائي عضو المكتب السياسي السابق، وعضو سابق في مجلس النواب العراقي.
- د.محمد مبارك عضو المكتب السياسي للحزب، عالم في مجال الهندسة الزراعية واكاديمي له العديد من براءات الاختراع والبحوث المنشورة، دوره غامض في داخل الحزب يتوقع انه أحد موجهي السياسات العامة.
- فيصل العيساوي، عضو المكتب السياسي للحزب، عضو مجلس النواب العراق عن الانبار، ويعد من الشخصيات الشابه المتقدمه وله العديد من المشاركات الاعلامية المثيرة للجدل.
- صهيب الراوي، عضو المكتب السياسي للحزب، محافظ الانبار سابقاً.
- د.حسين الزبيدي، عضو المكتب السياسي للحزب، اعتقلته السلطات العراقية لعدة سنوات ثم تم إطلاق سراحه في عام 2016.
- د.نوري الدليمي، عضو المكتب السياسي للحزب، ووزير التخطيط العراقي.
- شهاب احمد الخالدي عضو المكتب سياسي يعد مفاوض الحزب في الأمور السياسية، قد ان ينشق عن الحزب في انتخابات 2019.
- عبدالعظيم العجمان عضو المكتب السياسي وعضو في مجلس النواب العراقي (توفي)
- حمدي حسون رئيس مجلس شورى الحزب الحالي، واحد أبرز قيادات الحزب في محافظة ديالى له تاثير كبير في مواجهة المد الإيراني في ديالى.
- عمار يوسف السامرائي عضو المكتب السياسي للحزب وعضو البرلمان العراقي عن محافظة صلاح الدين، يعد من الشخصيات ذات النفوذ الكبير.
- د.أحمد رشدي عضو الهيئة القيادية في الحزب، يعد من الكوادر الاكاديمية المؤثرة في الوسط.
- فارس يونس، نائب رئيس مجلس شورى الحزب الإسلامي.
- الدكتور عبد القهار مهدي السامرائي
- المهندس فائق ذياب طفاح السامرائي

## وصلات خارجية
- موقع الحزب الإسلامي العراقي - قادة الحزب
- موقع الحزب الإسلامي العراقي - من نحن
- رؤية الحركة الإسلامية لمستقبل العراق تحت الاحتلال الأميركي، د. أسامة التكريتي: المراقب العام للإخوان المسلمين في العراق، برنامج بلا حدود، قناة الجزيرة، 14 مايو 2003 م
- محسن عبد الحميد.. إسلاميو العراق وعلاقتهم بالإخوان، برنامج لقاء اليوم، قناة الجزيرة، 12 سبمتر 2003 م
- مأمون الهضيبي المرشد العام للإخوان المسلمين.. موقف الإخوان من مجلس الحكم، قناة الجزيرة الفضائية 2003
- الإخوان المسلمون في العراق وثنائية الخيارات، المعرفة، الجزيرة نت، 4 أكتوبر 2004 م
- الحزب الإسلامي العراقي، تغطيات 2003 م، الجزيرة نت
- «نقض المنطق السلمي» للحزب الإسلامي العراقي، الراشد يبدأ مراجعات الإخوان للعملية السياسية بالعراق، إسلام أون لاين، 6 نوفمبر 2008 م
- رئيس مجلس شورى «الحزب الإسلامي» يرد على منتقديه، محسن عبد الحميد: ملتزمون بنهج الإخوان وفق واقع العراق، إسلام أون لاين، 14 ديسمبر 2008 م
- الإخوان المسلمون في العراق وأسئلة التاريخ، مجلة العصر، 1 يناير 2004